# باربرا دي تسليه
باربرا من تسليه (1392 - 11 يوليو 1452) كانت إمبراطورة رومانية مقدسة بزواجها من سيغيسموند، وفضلاً عن ذلك كانت أيضا ملكة المجر وبوهيميا القرينة، وأيضا كانت ناشطة في الحياة السياسية والاقتصادية أثناء فترة عهدها، من خلال إدارة بعض الإقطاعيات وفرض الضرائب عليها، وأيضا أسست مع زوجها تنظيم التنين الشهير، واستطعت أيضا حكم كوصية في مملكة المجر أثناء غيابات زوجها، هي ابنة هيرمان الثاني، كونت تسليه وآنا دي شونبيرغ، وهي والدة إليزابيث من لوكسمبورغ التي تزوجت من ألبرت الثاني دي هابسبورغ.
قبل يوم من وفاة زوجها في 9 ديسمبر 1437 تم اتهمها بالتآمر ضد زوجها الإمبراطور سيغيسموند من قبل صهرها ألبرت، لأنها كانت تطمح في مصادرة بعض الإقطاعيات في مملكة المجر، فنُقلت سريعاً إلى سجن قلعة براتيسلافا وأُجبرت لاحقاً على التخلى عن معظم ممتلكاتها بما في ذلك مهرها، فقررت العثور على مأوى عند البولنديين، فنُفيت هناك بين عامي 1438 حتى 1441 وقرر الملك البولندي أن يقدم لها الدعم المالي من خلال منحها مدينة ساندوميرش.
في عام 1441 وبعد عامين من وفاة صهرها ألبرت الثاني، انتقلت إلى منيلنيك في بوهيميا، والتي كانت إقطاعية منحها لها زوجها المتوفي الإمبراطور سيغيسموند، وفقدت جميع ممتلكاتها في المجر، وفي وقت لاحق تم التوفيق بينها وبين ابنتها الملكة الأرملة إليزابيث من لوكسمبورغ، وقضت بقية حياتها المتبقية في بوهيميا، ويبدو أنها تخلت عن التدخل في الحياة السياسية إلا أن البلاط الهابسبورغي الذي يحتمي حفيدها لازلو به كان متخوفاً منها مما أدى إلى خلق بعض التهم عليها. إلا أنها توفيت قبل ابنته التي توفيت هي الأخرى في أواخر العام نفسه؛ وتوفيت من الطاعون في منيلنيك ودُفنت في كنيسة سان أندرو في كاتدرائية القديس فيتوس بـ براغ.

## معرض صور

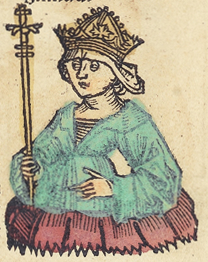
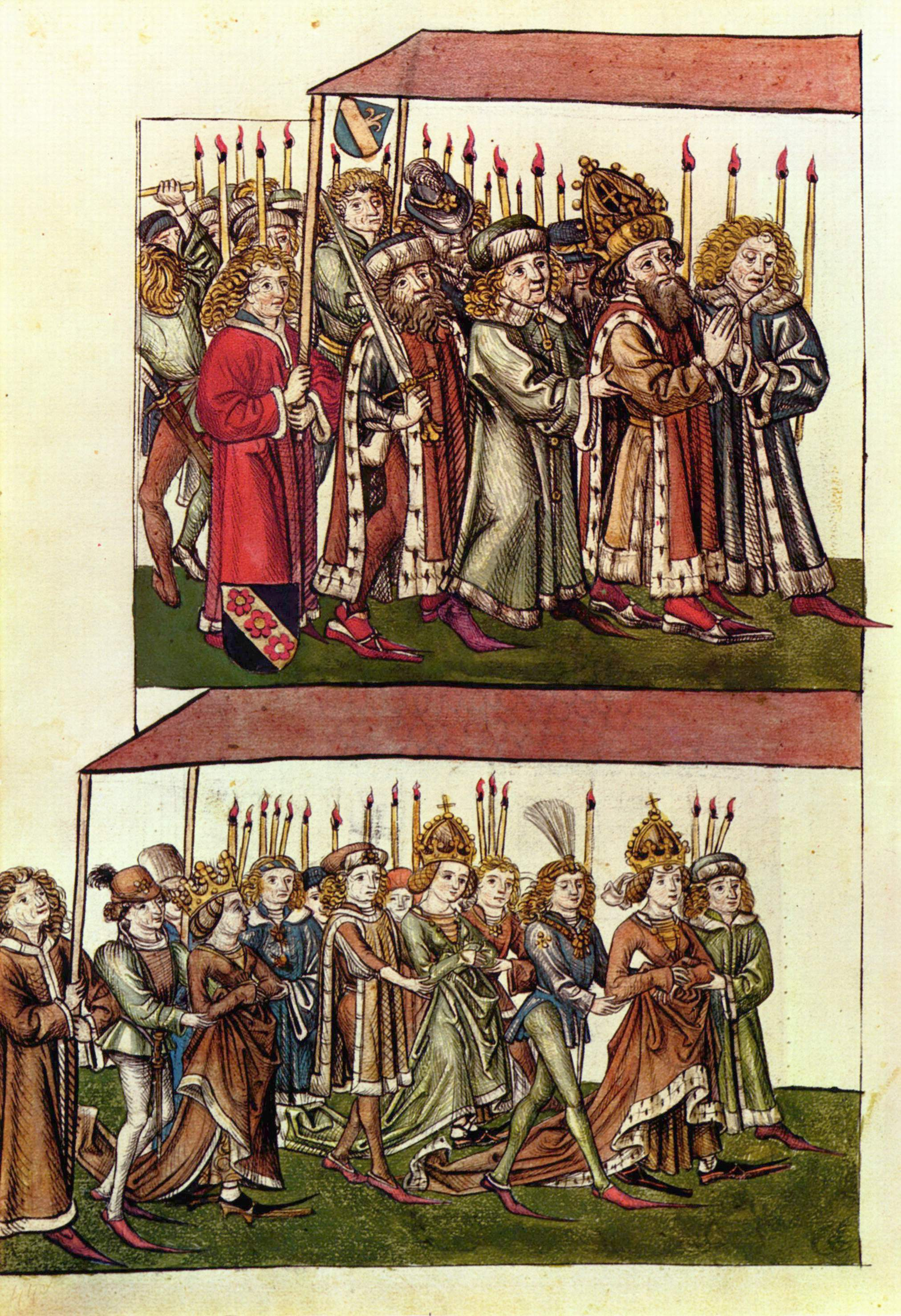
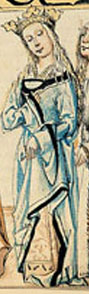
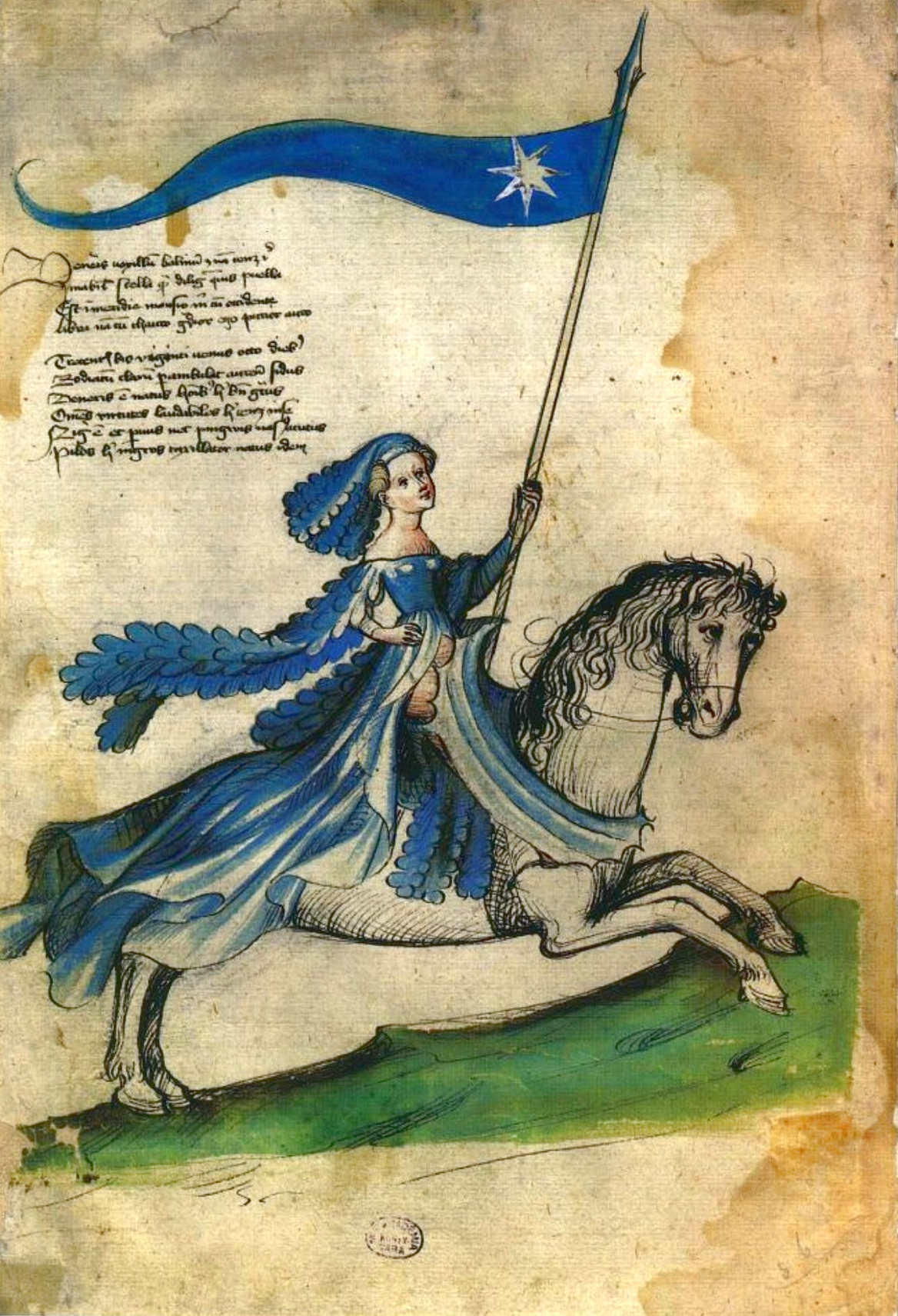